# Arnold von Selenhofen
Arnold von Selenhofen ou Arnoul de Selenhofen est né en 1095 ou 1100 à Mayence, dans le quartier anciennement nommé Selenhofen et mort le 24 juin 1160. Il fut archevêque et prince-électeur de Mayence de 1153 à 1160.

## Biographie
Ses origines sont inconnues et il n'était pas de naissance noble. Arnoul a étudié à l'université de Paris. Il est devenu trésorier puis prévôt de la collégiale de Saint-Pierre de Mayence, puis doyen de celle d'Aix-la-Chapelle, chanoine et trésorier de l'électorat de Mayence, prévôt de la cathédrale. Il obtient les faveurs de Conrad III de Hohenstaufen. Il embrasse la carrière ecclésiastique et Conrad le nomme chancelier en 1151. Il bénéficie de différentes prébendes. Arnoul est nommé archevêque de Mayence en 1153 par Frédéric Barberousse. Énergique et brutal, il provoque la rébellion de ses vassaux et de la communauté de la ville de Mayence, avec à leur tête Godefroi, abbé de Saint-Jacques et Burchard, prévôt de Saint-Pierre. Pendant son absence, étant alors en Italie où il travaille à la reconnaissance de l'antipape Victor IV en 1159, une rébellion des bourgeois de Mayence éclate. À son retour, il est assassiné par la foule la nuit de la Saint-Jean-Baptiste 1160, devant l'abbaye Saint-Jacques, près de Mayence.
Arnoul de Selenhofen a été inhumé dans la collégiale Sainte-Marie aux Marches.